# Neotrichia bifida
Neotrichia bifida är en nattsländeart som beskrevs av Oliver S. Flint Jr. 1974. Neotrichia bifida ingår i släktet Neotrichia och familjen smånattsländor. Inga underarter finns listade i Catalogue of Life.